# Albrecht Wellmer

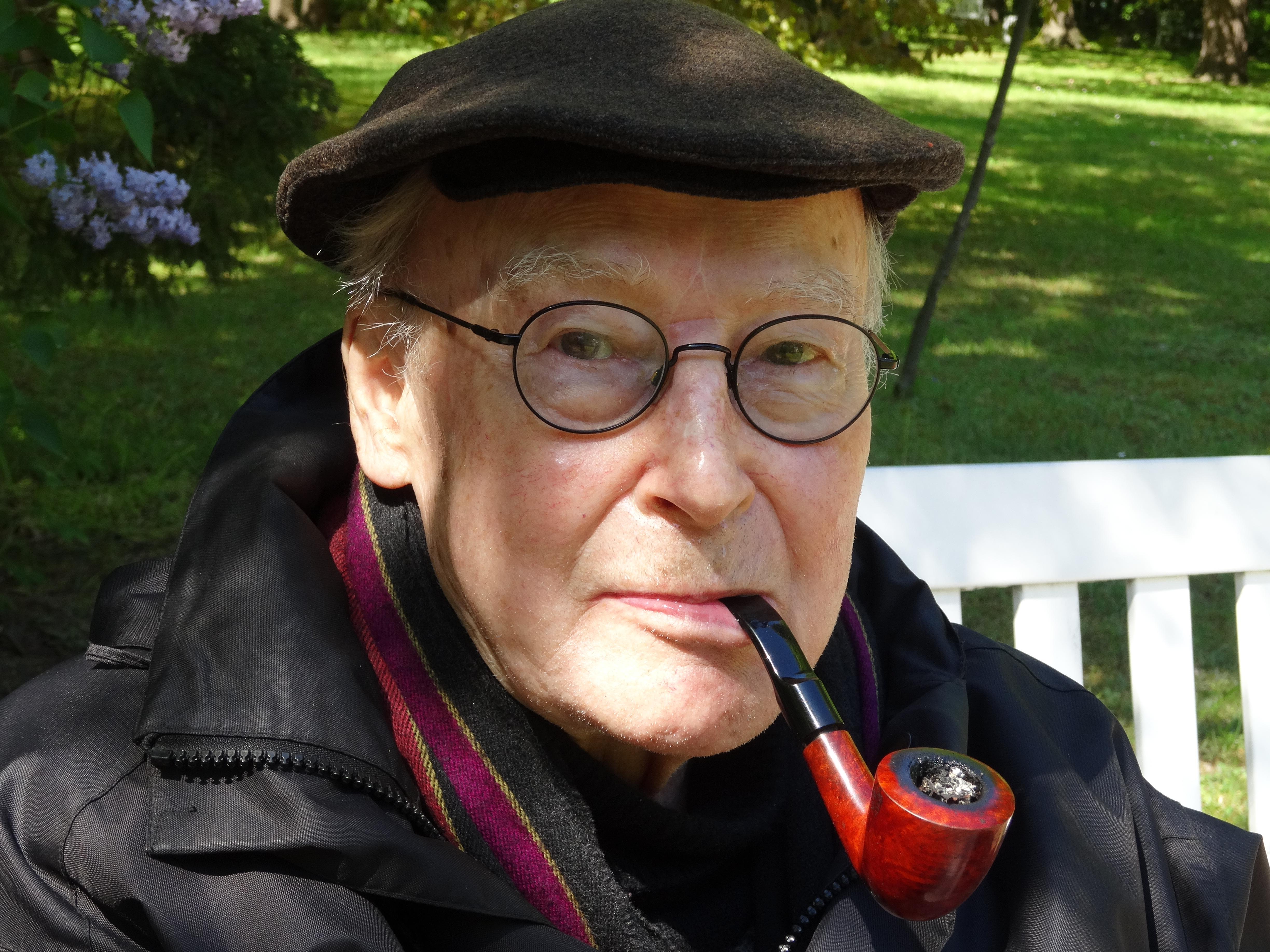
Albrecht Wellmer, 2014

Albrecht Wellmer (* 9. Juli 1933 in Bergkirchen; † 13. September 2018 in Berlin) war ein deutscher Philosoph.

## Biografie
1953 absolvierte Wellmer das Abitur am Altsprachlichen Gymnasium in Minden. Studien der Mathematik und Physik (zeitweise Musik) in Berlin und Kiel (1954–1961) schloss er 1961 mit dem Staatsexamen (Mathematik und Physik) an der Universität Kiel ab.
Von 1961 bis 1966 studierte er Philosophie und Soziologie in Heidelberg und Frankfurt am Main, wo er 1966 in Philosophie mit der Dissertation Methodologie als Erkenntnistheorie. Zur Wissenschaftslehre Karl Poppers promovierte. In den Jahren 1966–1970 war Albrecht Wellmer Assistent von Jürgen Habermas am Philosophischen Seminar der Universität Frankfurt. 1971 folgte die Habilitation (Philosophie) an der Universität Frankfurt mit der Schrift Erklärung und Kausalität. Kritik des Hempel-Oppenheim-Modells der Erklärung.
Als Associate Professor wirkte Albrecht Wellmer in den 1970er Jahren am Ontario Institute for Studies in Education (Mitglied der Graduate Faculty der University of Toronto, 1970–1972) und an der New School for Social Research in New York (1972–1975). Er war im selben Zeitraum 1973–1974 Mitarbeiter am Max-Planck-Institut zur Erforschung der Lebensbedingungen der wissenschaftlich-technischen Welt in Starnberg.
Ab 1974 bis 1990 war Albrecht Wellmer Ordentlicher Professor für Philosophie an der Universität Konstanz, von 1985 bis 1987 Professor an der New School for Social Research in New York und seit 1990 Ordentlicher Professor für Philosophie (Lehrstuhl für Ästhetik, Hermeneutik und Human Sciences) an der Freien Universität Berlin; Professor emeritus seit September 2001.
Gastprofessuren: Haverford (USA), Stony Brook (USA), Collège international de philosophie (Paris, 1988), New School for Social Research (New York, 1995), Universiteit van Amsterdam (1996).

## Schriften (Auswahl)
- 1967 – Methodologie als Erkenntnistheorie.
- 1969 – Kritische Gesellschaftstheorie und Positivismus.
- 1985 – Zur Dialektik von Moderne und Postmoderne. ISBN 3-518-28132-1
- 1986 – Ethik und Dialog. ISBN 3-518-28178-X
- 1993 – Endspiele. Die unversöhnliche Moderne. ISBN 3-518-28695-1
- 2004 – Sprachphilosophie. ISBN 3-518-29292-7
- 2007 – Wie Worte Sinn machen. ISBN 978-3-518-29452-9
- 2009 – Versuch über Musik und Sprache. C. Hanser Verlag ISBN 978-3-446-23288-4

## Auszeichnungen
- 2006 – Theodor-W.-Adorno-Preis
- 2011 – Anna-Krüger-Preis